# 南愛爾蘭
南愛爾蘭是聯合王國一個短暫存在的自治區，1921年5月3日宣布成立，但從來沒有实际建立起來，於1922年12月6日正式解散。